# Ramón Riu
Ramón o Raimundo Riu (Berga, ¿? - Barcelona, ¿fin. 1785?; fl. 1748-1785) fue un organista, compositor y maestro de capilla español.

## Vida
Es muy poco lo que se conoce del nacimiento y la formación de este organista y compositor. Se sabe que era originario de Berga, pero las primeras noticias que se tienen son de su magisterio en la Catedral de Solsona.
El maestro de capilla de la Catedral de Solsona, Mariano Borrells, había renunciado al cargo de maestro en fecha desconocida y por razones que no nos han llegado. El 23 de marzo de 1748 mosén Ramón Riu fue elegido maestro de capilla con un salario de 125 libras, por lo que es de suponer que en ese momento Riu sustituyó a Borrells en el cargo. Borrels firmaría posteriormente su testamento exclusivamente como organista, por lo que parece que renunció a uno de sus cargos, manteniendo el otro. La diócesis de Solsona era un obispado modesto, sin grandes posibilidades económicas, por lo que el cargo de maestro de capilla habitualmente iba unido al de organista. El magisterio tampoco era tan oneroso como en las grandes catedrales españolas, en las que el maestro debía encargarse de la educación y el mantenimiento de un grupo más o menos grande de infantes del coro, sin embargo durante el magisterio de Borrells se restableció la costumbre aprobada en 1642 de tener a dos infantes en el coro de la capilla a cargo del maestro de capilla. La resolución se publicó en las actas capitulares el 29 de enero de 1724. Tras el fallecimiento de Borrells en 1753, Riu pasó a ocupar también la organistía hasta su partida de Solsona en 1758.
En 1757, poco antes de partir de Solsona, Riu vendió una casa de la calle Sant Llorenç [San Lorenzo] a los padres regulares pobres de la Madre de Dios de las Escuelas Pías por 700 libras. Por lo visto, las muchas responsabilidades de sus dos cargos, el escaso sueldo y su pobre salud, le decidieron a principios de febrero de 1758 a aceptar el beneficio de la iglesia parroquial de Sanahúja.
Ese mismo año de 1758 Ramón Riu sustituía en la organistía la iglesia de Santa Eulalia de Berga Joseph Boada menor, que había dimitido. Es de suponer que es el mismo Ramón Riu maestro de Solsona, aunque no existe certeza documental.

El dicho Mgco Ayuntamiento atendiendo de que el empleo de organista de la Parl Igla de esta Villa de Berga se halla al presente vacante por la renuncia, que de dicho empleo hizo el Rndo. Joseph Boada y Montoriol Pbro. Organista que fue de dicha Igla y que la dicha renuncia fue admitida por dicho Ayuntamiento, como pareze con Ayuntamiento celebrado en diez y ocho de Julio ultimo passado. Assi mismo sabiendo las circunstancias, y qualidades que concurren en el Rndo. Raymundo Riu Pbro natural de esta villa para obtener, y regentar el dicho empleo de organista con singular desempenyo.
Por tanto; presediendo proposicion echa por dicho Magco Sor Regidor Mayor Dn. Emanuel de Viladomar; el dicho Magco Ayuntamiento ha resuelto elegir y nombrar como en efecto ha elegido, y nombrada al predicho Rndo. Raymundo Riu Pbro para el dicho empleo de Organista de dicha Parl Igla de la pnte Villa; dandole annualmente y pagandole por su salario treinta libras de moneda Barla de bienes del comun de esta dicha Villa y, demas gajas acostumbradas. Y assimesmo ha elegido en manxador â Sebastian Patzi con el salario acostumbrado de seis libras pagaderas de bienes del comun de esta Villa, y demas lucros que le diesse dicho empleo hasta aquí acostumbrados.

Como se ve, el ayuntamiento adoptaba como «propios» los cargos musicales de la iglesia, como el organista o el maestro de capilla. Poco después Riu ingresaba en la Cofradía de los Difuntos.

Als 1 de 8bre 1758 Ramon Riu Pre y organiste fill del Pallari ha entrat Comunitat ho ha residir per aver renunciat lo organista Joseph Boada Manor y ha donant per lo ingres de la confra. 8 ll
El 1 de octubre de 1758 Ramón Riu presbítero y organista, hijo de Pallari, ha ingresado en la comunidad, reside por haber renunciado el organista 
Joseph Boada menor y ha dado por el ingreso en la cofradía 8 libras.

Permanecería en la organistía en Berga hasta 1770, siendo sustituido por Pau Duran. Riu se trasladaría a la Basílica de los Santos Justo y Pastor de Barcelona, donde se le seleccionó el 11 de julio de 1770, siendo examinado para el cargo el 26 de agosto. Finalmente el 1 de septiembre fue admitido para la organistía y el 3 de septiembre se le concedía a perpetuidad, ya que en caso contrario no podía renunciar al cargo en Berga.
Riu permaneció en el cargo hasta su fallecimiento, probablemente hacia finales de 1785, ya que el 25 de enero de 1786 se nombraba a su sucesor, Josep Marqués:

[...] per mortem Rdi Raymundi Riu Pbre. ultimi, et immediati obtentoris.
[...] por el fallecimiento del reverendo Raimundo Riu, presbítero último, y el adquiriente inmediato.